# Лі Юаньхао
Лі Юаньхао (кит.: 李元昊; піньїнь: Lǐ Yuánhào), храмове ім'я Цзінцзун (кит.: 敬宗; піньїнь: Jingzong; 7 червня 1003 — 19 січня 1048) — засновник і перший імператор Західної Ся, що розташовувалась на північному заході Китаю.

## Основні історичні віхи
Лі Юаньхао відіграв значну роль у заснуванні та становленні Імперії «Західна Ся» (Сі Ся), спираючись на фундамент військових і економічних здобутків, закладених його дідом, Лі Цзіцянєм (спрощ.: 李继迁; піньїнь: Lǐ jì qiān) і батьком, Лі Деміном (спрощ.: 李德明; піньїнь: Lǐ dé míng).
Народився 07.07.1003, хоча в різних джерелах також згадується дата 06.07.1003. Мав двох братів. Ще за життя свого батька у ранзі тангутського принца проводив військові кампанії як воєначальник, здобувши у 1030 році уйгурське місто Дуньхуан.
У 1032 році, після смерті батька, став тангутським правителем. У юності Лі Юаньхао здобув непогану освіту, володів китайськими і тибетськими мовами. Особисто читав і перекладав тангутською китайські рукописи про державний устрій, китайські стратегії і китайські закони, які намагався застосувати у своїй державі. Попри позитивні наслідки такої діяльності, був противником «китаїзації» Сі Ся.
Особисто розробляв стратегії керування державою та стратегії ведення військових кампаній. Довів чисельність військ до 500 000 осіб.
У 1036 році розпочав військову кампанію проти сунської династії та дещо розширив володіння за рахунок її земель. Однак, великого успіху кампанія не принесла через тактику спаленої землі, яку застосували сунські народи.
Більші успіхи принесло захоплення і приєднання до імперії земель уйгурських народів на заході Сі Ся, яке розпочалося у 1036 році, в результаті чого тангути заволоділи значною частиною великого шовкового шляху — Коридором Хесі.
У 1038-му Лі Юаньхао оголосив про створення імперії «Сі Ся» зі столицею у місті Сінцін (нині — один із центральних районів «старого міста» Їньчуань), а себе — її імператором. Поблизу міста було започатковано імператорський некрополь, де імператор спорудив два мавзолеї для свого діда та батька і похоронив їх у 1038-му, і де, згодом, у 1048-му спочив і сам. Спорудження некрополя і започаткування поховальної традиції імператорів, їх рідних і їх почту має велике значення для вивчення історії тангутського народу.
У цьому ж році знову було розпочато військову кампанію проти сунської династії, яка віднеслася до такого самопроголошення, як до бунту. Кампанія продовжувалася шість років, виснажила державу і армію, однак, знову ж, через тактику спаленої землі, не принесла бажаних результатів. Хоча Сунську державу так і не було зломлено, кампанія закінчилася підписанням угоди, за якою сунські правителі повинні були сплатити велику данину Західній Ся. За завершення війни і підписання мирної угоди був відзначений військовий діяч та політик династії Сун Фань Чжун'янь, який протистояв Лі Юаньхао як воєначальник і політик.

## Девізи правління
- Сяньдао (显道) 1032—1034
- Кайюнь (开运) 1034
- Гуаньюнь (广运) 1034—1036
- Дацін (大庆) 1036—1038
- Тяньшоуліфаюаньцзуо (天授礼法延祚) 1038—1048

## Діти імператора

### Сини
Достеменно точна кількість невідома, можливо, вони були убиті Лі Юаньхао. У історичних записах наведені дані про наступних синів:
- Принц Милі. Був у немилості у батька і переховувався разом зі своєю матір'ю. Був вистежений інформатором. У 1045 був убитий.
- Принц Нінмін. Був прихильником даосизму. Помер у 1042.
- Принц Нінлін. Народився у 1032. Наніс батьку рану через образу нареченої, від якої той помер. Був арештований і помер у 1048.
- Принц Сілі. Передчасно помер.
- Принц Лі Лянцзо. Народився 6 лютого 1047. Після смерті батька у 1048-му став імператором Сі Ся в однорічному віці. Помер у 1067-му.

### Дочки
Достеменно точна кількість невідома. Історичні записи відсутні.

## Вади та смерть імператора
Лі Юаньхао був видатною особистістю із вольовим характером. Поєднання цієї риси зі здатністю до навчання і гострим розумом приносило успіхи в управлінні державою та у її розвитку, однак, із віком вольовий характер почав набувати рис жорстокості. Імператор почав зловживати алкоголем та жіночим товариством. Мав вісьмох дружин. Жорстокість у поводженні із дітьми привела до того, що на момент смерті імператора владу прийшлося передати наймолодшому сину в однорічному віці тільки через те, що усі його старші сини були або убиті або померли не без участі батька. Сам помер від рани, завданої йому у стані алкогольного сп'яніння одним із синів. Був похований у мавзолеї Аньлін (спрощ.: 安陵; піньїнь: Ān líng) пантеону Західної Ся.